# Retrophyllum comptonii
Retrophyllum comptonii é uma espécie de conífera da família Podocarpaceae.
Apenas pode ser encontrada na Nova Caledónia.